# HMS Alliance (1947)

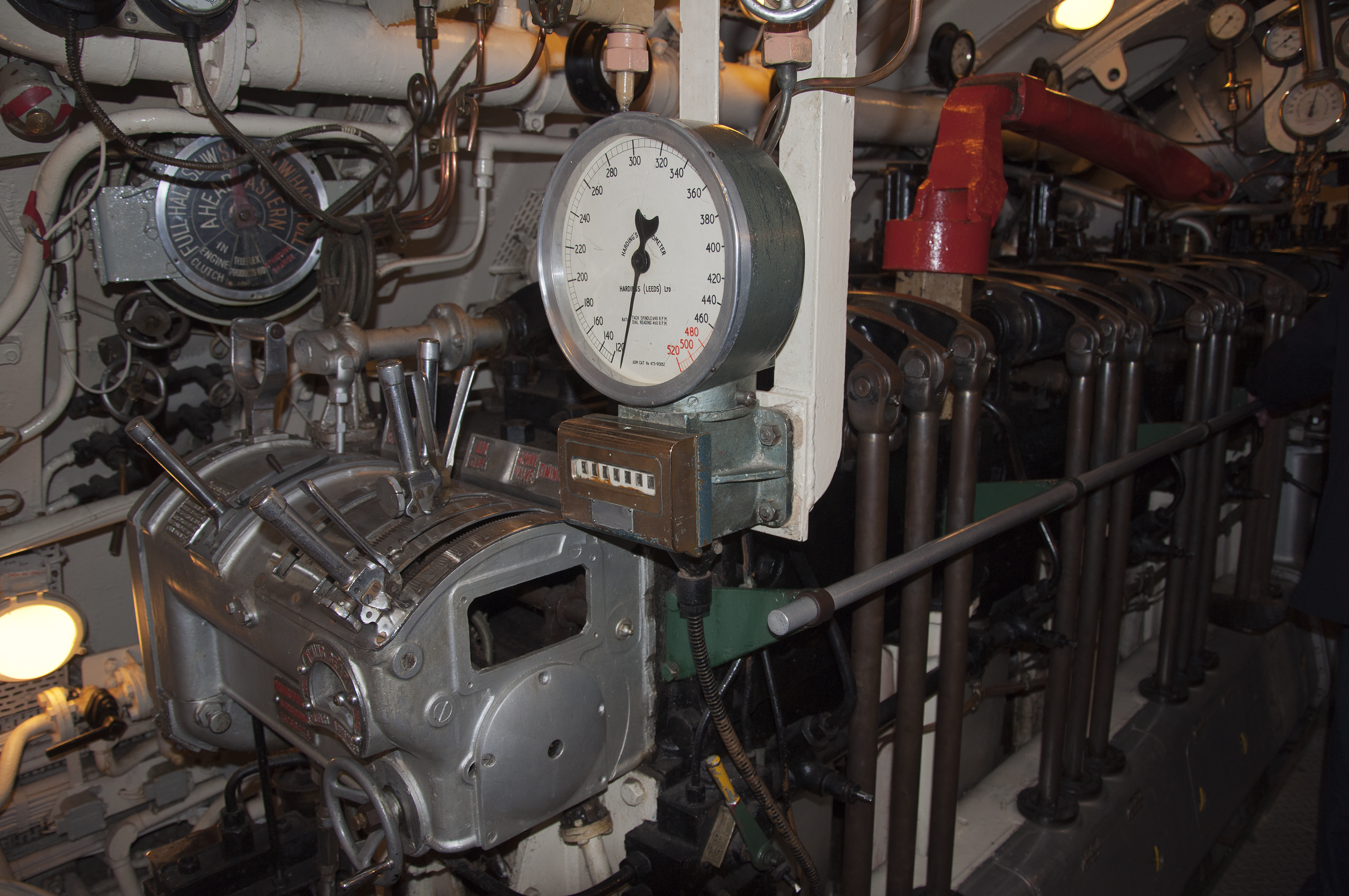
De dieselmotor van HMS Alliance

De HMS Alliance is een onderzeeboot van de Royal Navy die als museumboot deel uitmaakt van de collectie van het Royal Navy Submarine Museum in de Engelse stad Gosport.
Aan de bouw werd aan het einde van de Tweede Wereldoorlog begonnen om in 1947 de Britse vloot te vervoegen. HMS Alliance is een onderzeeboot van de Amphionklasse, ontworpen voor dienst in het Verre Oosten. Hij beschikt over een grote actieradius (10.000 zeemijlen), hoge oppervlaktesnelheid en een relatief hoog comfort voor een zestigtal bemanningsleden.
Tussel 1958 en 1960 werd HMS Alliance gemoderniseerd. Het kanon op het dek en de externe torpedobuizen werden ontmanteld terwijl een gestroomlijnde bovenbouw uit aluminium de onderzeeboot geruislozer maakte en de snelheid onderwater toenam.
HMS Alliance moest noodgedwongen uit dienst worden genomen na een ontploffing van batterijen in 1971 bij Isle of Portland. Vanaf 1973 fungeerde de duikboot als trainingsboot en na versterking van haar kiel werd ze in 1981 uit het water gehesen en in Gosport tentoongesteld.
In 2011 werd 3,4 miljoen pond ter beschikking gesteld om de HMS Alliance te restaureren. Op 3 april 2014 is de onderzeeboot voor het publiek geopend.